# نینا اورلینسکایا
نینا گارگینی اورلینسکایا (ارمنی: Նինա Գարեգինի Օռլինսկայա؛  ۱۲ سپتامبر ۱۹۰۶ – ۱۷ ژانویهٔ ۱۹۷۳) یک بازیگر اهل ارمنستان بود. وی بین سال‌های - تا - میلادی فعالیت می‌کرد.

## زندگی‌نامه
وی با نام اصلی کناریک گارگینی باسماچیان (ارمنی: Քնարիկ Գարեգինի Բասմաչյան) در ۱۲ سپتامبر ۱۹۰۶ در گاندزاک به دنیا آمد . وی همچنین برندهٔ جوایزی همچون هنرمند مردمی آذربایجان شوروی شده است. وی در   تئاتر درام دولتی گاندزاک فعالیت کرده است. وی در ۱۷ ژانویهٔ ۱۹۷۳ در سن ۶۶ سالگی در گاندزاک درگذشت.